# Felip d'Alsàcia
Felip I de Flandes conegut com a Felip d'Alsàcia (1143 - Sant Joan d'Acre, 1 de juny de 1191), fill del comte de Flandes Teodoric d'Alsàcia i de Sibil·la d'Anjou († 1165), fou Comte de Flandes de 1157 a 1191 i comte de Vermandois per matrimoni de 1167 a 1185, i després a títol vitalici de 1186 a 1191.

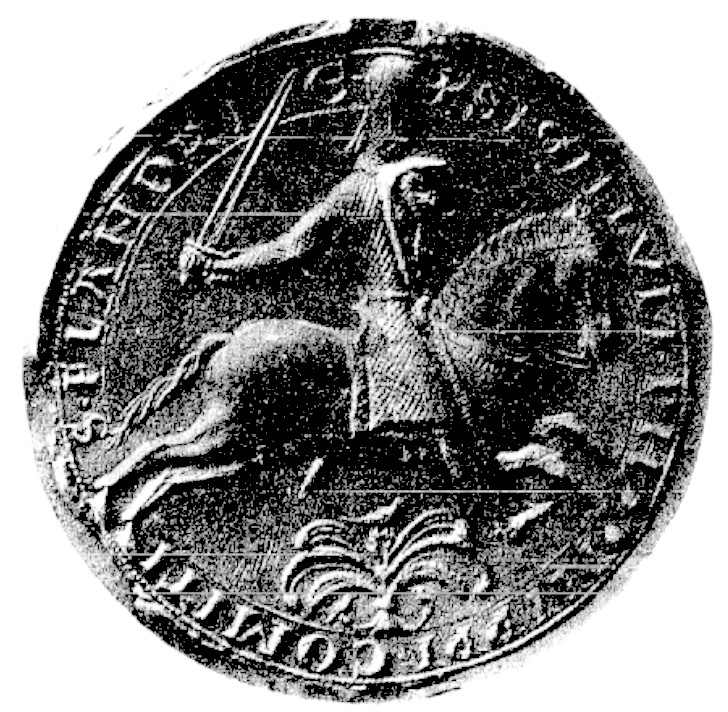
Felip d'Alsàcia

El seu regnat comença en tant que comte associat des de 1157, particularment durant les croades del seu pare. Va posar fi a la pirateria de les costes flamenques derrotant el comte Florenci III d'Holanda (1163). Per heretatge, recupera el país de Waes (al nord de Gant) i el dels Quatre-Oficis (Flandes imperial).

## Biografia
El seu matrimoni el 1156 amb Elisabet de Vermandois va portar la potència flamenca a la seva màxima extensió. En efecte, el comte de Vermandois, Raül II, germà d'Elisabet, però també espòs de Margarida d'Alsàcia, germana de Felip, fou afectat per la lepra. El seu matrimoni que no es va consumar, es va trencar. Cap a 1167, Raül va abdicar a favor de la seva germana, Elisabet.
El comte de Flandes va heretar doncs els comtats de Vermandois, d'Amiens i de Valois. Va governar sensatament amb l'ajuda de Robert d'Aire, bisbe de Cambrai i verdader primer ministre. Va establir un sistema administratiu eficaç i va assegurar una política internacional reconeguda (arbitratges entre Lluís VII de França i Enric II d'Anglaterra, entre Enric II i Thomas Becket, i el matrimoni de la seva germana Margarida d'Alsàcia amb Balduí V d'Hainaut). El 1166, a la mort de Teodoric (Thierry) d'Alost (o Thierry de Gant), el seu cunyat, va recuperar el comtat d'Aalst, situat al Flandes imperial. Per la mateixa herència fou reconegut advocat de Cambrai, càrrec que li va assegurar grans ingressos.
L'esterilitat de la seva parella, la mort el 1174 de l'hàbil Robert d'Aire, assassinat per ordre del senyor Jaume I d'Avesnes, i la mort dels seus germans (el 1173, Mateu, comte de Boulogne sense hereus mascles i el 1176 Pere de Flandes, bisbe de Cambrai, van marcar el començament d'una política més imprudent. Abans de fer-se croat el 1177, va designar formalment la seva germana Margarida i el seu cunyat Balduí V d'Hainaut com a hereus.

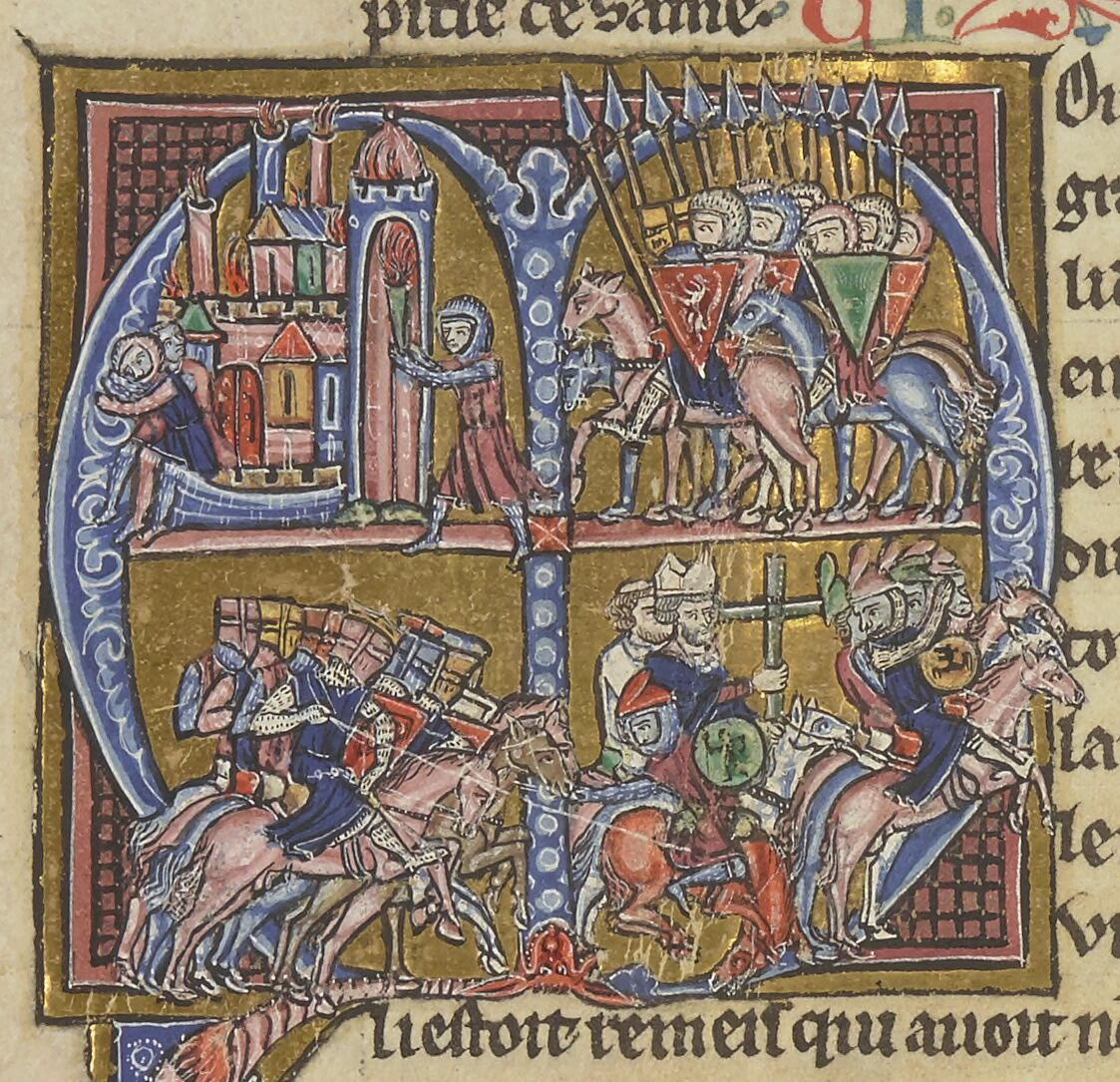
Felip d'Alsàcia incendiant una ciutat i a la batalla de Gézer (1177)

A Terra Santa, Felip va participar en un projecte d'invasió d'Egipte. Per les circumstàncies, els croats es van aliar amb l'Imperi Romà d'Orient. L'agost, una flota romana d'Orient de 150 galeres va arribar a Sant Joan d'Acre, però Balduí, el rei de Jerusalem va ser afectat de lepra i no va poder prendre el comandament de l'exèrcit, deixant la direcció al seu cosí germà, Felip d'Alsàcia. Aquest va refusar, pretenent que havia anat a Jerusalem per fer les seves devocions i defensar el regne i no per portar la guerra als estats veïns. El seu rebuig feu encallar l'expedició i els romans d'Orient van retornar al seu territori. Per a Guillem de Tir, Felip hauria anat de fet a Terra Santa amb l'objectiu d'arreglar el matrimoni de les seves cosines, Sibil·la i Isabel, germanes de Balduí i, per tant, hereves potencials del Regne de Jerusalem, amb alguns dels seus cavallers.
Felip d'Alsàcia va marxar de Jerusalem, i l'octubre de 1177 va arribar a Trípoli, on va ajudar el comte Ramon a assetjar sense èxit la fortalesa d'Hama, al començament del mes de setembre de 1177. Va anar llavors a Antioquia i, amb el príncep Bohemon III d'Antioquia, va assetjar al final del mes de novembre la fortalesa d'Harenc.
De tornada de Palestina, el rei Lluís VII de França, malalt, el va nomenar tutor del seu jove fill, el futur Felip August. Aquest darrer fou coronat rei l'1 de novembre de 1179. Per acontentar al nou sobirà, el comte li va donar en matrimoni la seva neboda Isabel d'Hainault, amb un dot imprudentment desproporcionat: l'Artois. Des de la mort de Lluís VII, Felip August va marcar la seva independència.

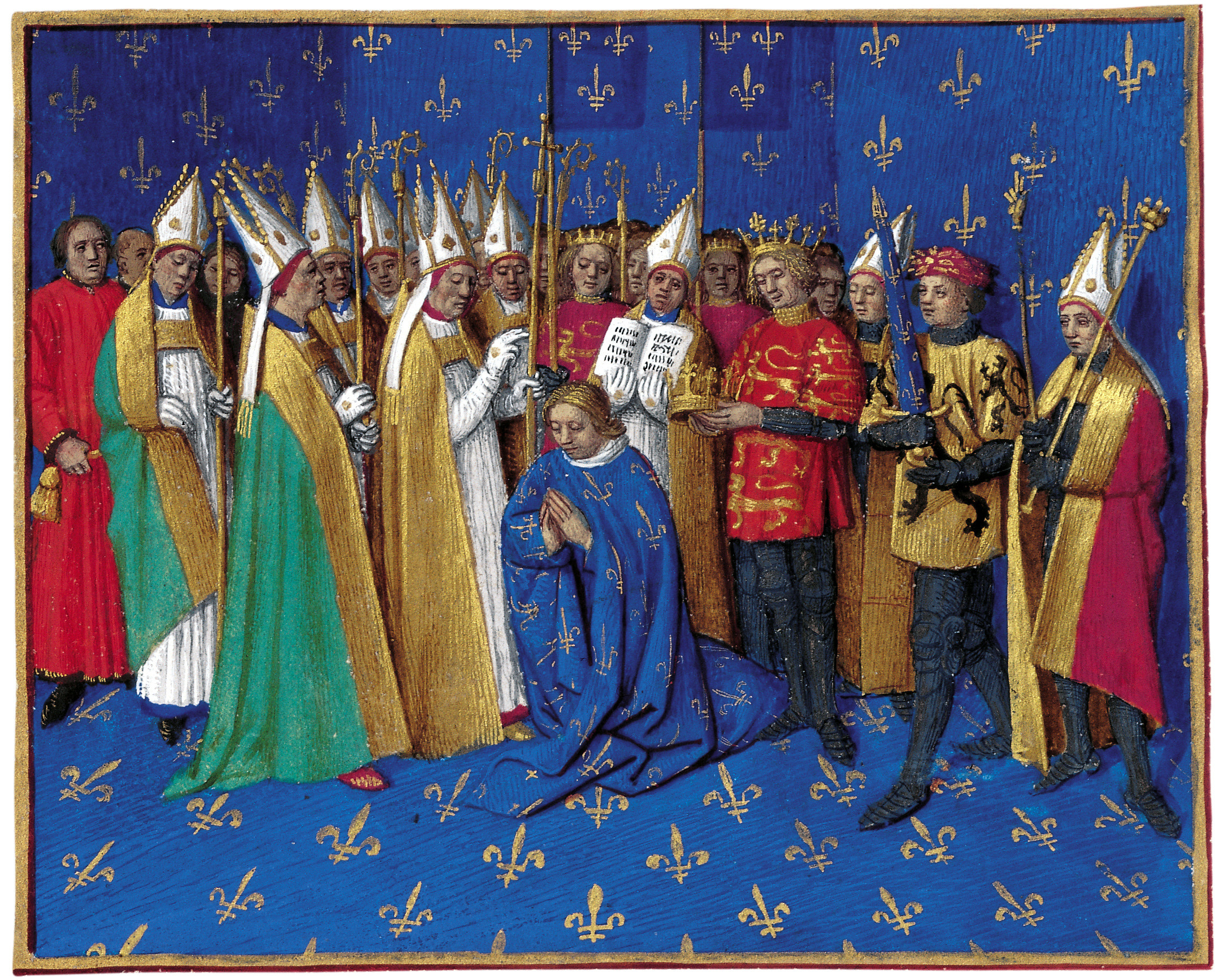
Coronació de Felip August, en presència d'Enric Court-Mantel, del comte de Flandes, del bisbe de Langres, dels prelats i dels barons del regne

La guerra amb França va començar el 1180 devastant Picardia i el nord de l'Illa de França. El conflicte va prosseguir amb l'avantatge pel rei, que refusava sistemàticament el combat, però maniobrava políticament. En efecte el seu cunyat, Balduí V d'Hainaut fou en principi el seu aliat, però seguirà finalment els interessos de la seva filla Isabel, reina de França a punt de ser repudiada. La baralla entre els dos comtes fou sàviament organitzada pel rei de França, que fins i tot va arribar a designar al comte d'Hainaut com el seu representant davant del comte de Flandes.
La mort, sobrevinguda el 28 de març de 1183, de la seva esposa Elisabet de Vermandois, va enverinar encara més la situació, ja que Elionor, germana d'Elisabet, qui havia fet testament a favor del rei de França, reclama el Vermandois en heretatge. Elionor va prometre sobretot al rei de França d'instituir-ho el seu hereu si acceptava fer-li justícia i tornar-li el comtat. El rei va ordenar al comte de Flandes la restitució del Vermandois i el comte va declarar la guerra i es va apoderar d'Amiens. Enric II d'Anglaterra va proposar la seva mediació. Es va pactar una treva d'un any que fou observada.
El comte de Flandes la va aprofitar per casar-se de nou l'agost 1183 amb Matilde de Portugal (dotada d'una viduïtat sumptuosa) en l'esperança d'una progenitura que no va arribar. Tement ser pres definitivament en cargol entre el domini reial i el comtat d'Hainaut, la pau fou signada a Amiens el 10 de març de 1186, per la que el comte va reconèixer la cessió del Vermandois i va restituir Amiens al rei, i a canvi va conservar Saint-Quentin, Péronne i la vila de Ham.
El 1190, Philippe d'Alsàcia va deixar el govern a les mans de Matilde i de Gerard, prebost de Bruges, i es va unir a la tercera croada a Palestina, on contingents flamencs l'havien precedit. Arribat a Sant Joan d'Acre, fou afectat per l'epidèmia de pesta i va morir l'1 de juny de 1191. El seu cos fou repatriat per Matilde de Portugal i enterrat a l'abadia de Claravall.

## Posteritat

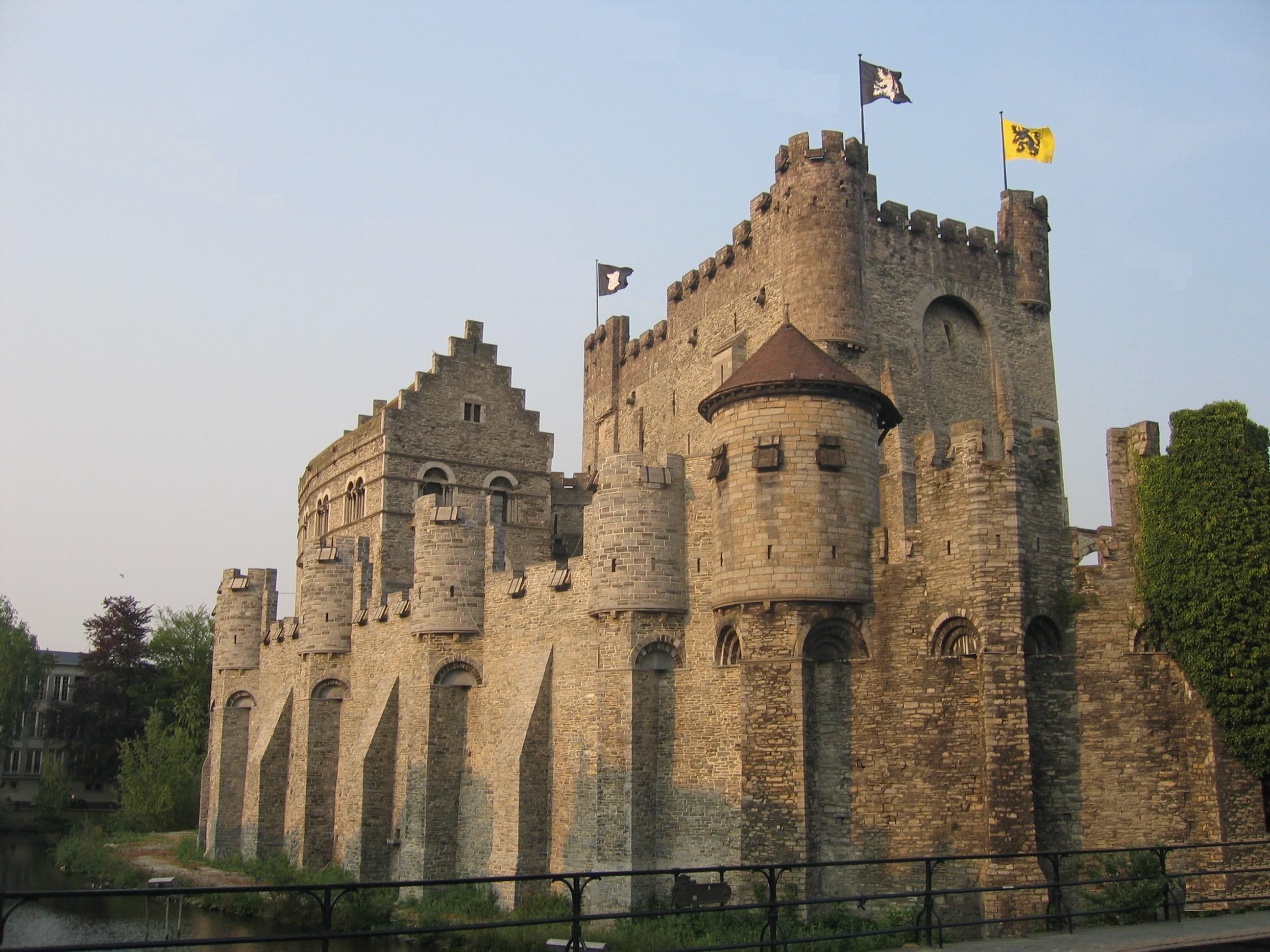
Castell dels comtes de Flandes a Gant, construït el 1180 sota Felip

La política de Felip d'Alsàcia es va caracteritzar per una forta urbanització. Va transformar el seu comtat en un estat modern, introduint canvis radicals en l'àmbit judicial (renovació del dret penal, definint els uixers de justícia). Va sostenir una sèrie de destacables iniciatives econòmiques, com la fundació dels ports de Gravelines, Nieuwpoort, Damme i Biervliet.
Philippe d'Alsace va ser un sobirà lletrat i la seva cort fou un centre cultural important. Fou el protector de Chrétien de Troyes que li va dedicar la seva última obra, Perceval o el Conte del Graal. El comte va viatjar molt, però residia habitualment al castell de Wynendaele acompanyat de la seva cort. El 1180 a Gant, sobre l'emplaçament de l'antic castell de Balduí I de Flandes, va fer edificar el Gravensteen, el castell dels comtes de Flandes, i Gant es va començar a desenvolupar com a capital del comtat.
Felip d'Alsàcia pot semblar el representant d'un món feudal a les acaballes, en benefici d'una nova forma de sobirania, anunciada i establerta per Felip August. Per primera vegada, un rei de França es va imposar a un comte de Flandes. Però malgrat una guerra costosa, Flandes no va acabar la seva expansió econòmica (ho testifica el nombre de cartes municipals que el comte va signar). A la seva mort, el país es trobava en un estat de prosperitat sense precedent.

## Ascendència
|  |                                |  |  |  |  |  |  |  |  |  |  |  |  |  |  |  |
|  | 16. Gerard de Bouzonville      |  |  |  |  |  |  |  |  |  |  |  |  |  |  |  |
|  |                                |  |  |  |  |  |  |  |  |  |  |  |  |  |  |  |
|  |                                |  |  |  |  |  |  |  |  |  |  |  |  |  |  |  |
|  | 8. Gerard I de Lorena          |  |  |  |  |  |  |  |  |  |  |  |  |  |  |  |
|  |                                |  |  |  |  |  |  |  |  |  |  |  |  |  |  |  |
|  |                                |  |  |  |  |  |  |  |  |  |  |  |  |  |  |  |
|  | 17. Gisela                     |  |  |  |  |  |  |  |  |  |  |  |  |  |  |  |
|  |                                |  |  |  |  |  |  |  |  |  |  |  |  |  |  |  |
|  |                                |  |  |  |  |  |  |  |  |  |  |  |  |  |  |  |
|  | 4. Teodoric II de Lorena       |  |  |  |  |  |  |  |  |  |  |  |  |  |  |  |
|  |                                |  |  |  |  |  |  |  |  |  |  |  |  |  |  |  |
|  |                                |  |  |  |  |  |  |  |  |  |  |  |  |  |  |  |
|  | 18. Albert II de Namur         |  |  |  |  |  |  |  |  |  |  |  |  |  |  |  |
|  |                                |  |  |  |  |  |  |  |  |  |  |  |  |  |  |  |
|  |                                |  |  |  |  |  |  |  |  |  |  |  |  |  |  |  |
|  | 9. Hedwiga de Namur            |  |  |  |  |  |  |  |  |  |  |  |  |  |  |  |
|  |                                |  |  |  |  |  |  |  |  |  |  |  |  |  |  |  |
|  |                                |  |  |  |  |  |  |  |  |  |  |  |  |  |  |  |
|  | 19. Regelinda de Verdun        |  |  |  |  |  |  |  |  |  |  |  |  |  |  |  |
|  |                                |  |  |  |  |  |  |  |  |  |  |  |  |  |  |  |
|  |                                |  |  |  |  |  |  |  |  |  |  |  |  |  |  |  |
|  | 2. Teodoric d'Alsàcia          |  |  |  |  |  |  |  |  |  |  |  |  |  |  |  |
|  |                                |  |  |  |  |  |  |  |  |  |  |  |  |  |  |  |
|  |                                |  |  |  |  |  |  |  |  |  |  |  |  |  |  |  |
|  | 20. Balduí V de Flandes        |  |  |  |  |  |  |  |  |  |  |  |  |  |  |  |
|  |                                |  |  |  |  |  |  |  |  |  |  |  |  |  |  |  |
|  |                                |  |  |  |  |  |  |  |  |  |  |  |  |  |  |  |
|  | 10. Robert I de Flandes        |  |  |  |  |  |  |  |  |  |  |  |  |  |  |  |
|  |                                |  |  |  |  |  |  |  |  |  |  |  |  |  |  |  |
|  |                                |  |  |  |  |  |  |  |  |  |  |  |  |  |  |  |
|  | 21. Adela de França            |  |  |  |  |  |  |  |  |  |  |  |  |  |  |  |
|  |                                |  |  |  |  |  |  |  |  |  |  |  |  |  |  |  |
|  |                                |  |  |  |  |  |  |  |  |  |  |  |  |  |  |  |
|  | 5. Gertrudis de Flandes        |  |  |  |  |  |  |  |  |  |  |  |  |  |  |  |
|  |                                |  |  |  |  |  |  |  |  |  |  |  |  |  |  |  |
|  |                                |  |  |  |  |  |  |  |  |  |  |  |  |  |  |  |
|  | 22. Bernat II de Saxònia       |  |  |  |  |  |  |  |  |  |  |  |  |  |  |  |
|  |                                |  |  |  |  |  |  |  |  |  |  |  |  |  |  |  |
|  |                                |  |  |  |  |  |  |  |  |  |  |  |  |  |  |  |
|  | 11. Gertruda de Saxònia        |  |  |  |  |  |  |  |  |  |  |  |  |  |  |  |
|  |                                |  |  |  |  |  |  |  |  |  |  |  |  |  |  |  |
|  |                                |  |  |  |  |  |  |  |  |  |  |  |  |  |  |  |
|  | 23. Eilika de Schweinfurt      |  |  |  |  |  |  |  |  |  |  |  |  |  |  |  |
|  |                                |  |  |  |  |  |  |  |  |  |  |  |  |  |  |  |
|  |                                |  |  |  |  |  |  |  |  |  |  |  |  |  |  |  |
|  | 1. Felip d'Alsàcia             |  |  |  |  |  |  |  |  |  |  |  |  |  |  |  |
|  |                                |  |  |  |  |  |  |  |  |  |  |  |  |  |  |  |
|  |                                |  |  |  |  |  |  |  |  |  |  |  |  |  |  |  |
|  | 24. Jofré II del Gâtinais      |  |  |  |  |  |  |  |  |  |  |  |  |  |  |  |
|  |                                |  |  |  |  |  |  |  |  |  |  |  |  |  |  |  |
|  |                                |  |  |  |  |  |  |  |  |  |  |  |  |  |  |  |
|  | 12. Folc IV d'Anjou            |  |  |  |  |  |  |  |  |  |  |  |  |  |  |  |
|  |                                |  |  |  |  |  |  |  |  |  |  |  |  |  |  |  |
|  |                                |  |  |  |  |  |  |  |  |  |  |  |  |  |  |  |
|  | 25. Ermengarda d'Anjou         |  |  |  |  |  |  |  |  |  |  |  |  |  |  |  |
|  |                                |  |  |  |  |  |  |  |  |  |  |  |  |  |  |  |
|  |                                |  |  |  |  |  |  |  |  |  |  |  |  |  |  |  |
|  | 6. Folc V d'Anjou              |  |  |  |  |  |  |  |  |  |  |  |  |  |  |  |
|  |                                |  |  |  |  |  |  |  |  |  |  |  |  |  |  |  |
|  |                                |  |  |  |  |  |  |  |  |  |  |  |  |  |  |  |
|  | 26. Simó I de Montfort         |  |  |  |  |  |  |  |  |  |  |  |  |  |  |  |
|  |                                |  |  |  |  |  |  |  |  |  |  |  |  |  |  |  |
|  |                                |  |  |  |  |  |  |  |  |  |  |  |  |  |  |  |
|  | 13. Bertrada de Montfort       |  |  |  |  |  |  |  |  |  |  |  |  |  |  |  |
|  |                                |  |  |  |  |  |  |  |  |  |  |  |  |  |  |  |
|  |                                |  |  |  |  |  |  |  |  |  |  |  |  |  |  |  |
|  | 27. Agnès d'Evreux             |  |  |  |  |  |  |  |  |  |  |  |  |  |  |  |
|  |                                |  |  |  |  |  |  |  |  |  |  |  |  |  |  |  |
|  |                                |  |  |  |  |  |  |  |  |  |  |  |  |  |  |  |
|  | 3. Sibil·la d'Anjou            |  |  |  |  |  |  |  |  |  |  |  |  |  |  |  |
|  |                                |  |  |  |  |  |  |  |  |  |  |  |  |  |  |  |
|  |                                |  |  |  |  |  |  |  |  |  |  |  |  |  |  |  |
|  | 28. Jean de Baugency           |  |  |  |  |  |  |  |  |  |  |  |  |  |  |  |
|  |                                |  |  |  |  |  |  |  |  |  |  |  |  |  |  |  |
|  |                                |  |  |  |  |  |  |  |  |  |  |  |  |  |  |  |
|  | 14. Elies I del Maine          |  |  |  |  |  |  |  |  |  |  |  |  |  |  |  |
|  |                                |  |  |  |  |  |  |  |  |  |  |  |  |  |  |  |
|  |                                |  |  |  |  |  |  |  |  |  |  |  |  |  |  |  |
|  | 29. Paula du Maine             |  |  |  |  |  |  |  |  |  |  |  |  |  |  |  |
|  |                                |  |  |  |  |  |  |  |  |  |  |  |  |  |  |  |
|  |                                |  |  |  |  |  |  |  |  |  |  |  |  |  |  |  |
|  | 7. Eremburg del Maine          |  |  |  |  |  |  |  |  |  |  |  |  |  |  |  |
|  |                                |  |  |  |  |  |  |  |  |  |  |  |  |  |  |  |
|  |                                |  |  |  |  |  |  |  |  |  |  |  |  |  |  |  |
|  | 15. Matilde de Château du Loir |  |  |  |  |  |  |  |  |  |  |  |  |  |  |  |
|  |                                |  |  |  |  |  |  |  |  |  |  |  |  |  |  |  |
|  |                                |  |  |  |  |  |  |  |  |  |  |  |  |  |  |  |

## Descendència
D'una amant de la qual el nom és desconegut, fou el pare de:
- Teodoric de Flandes († 1207)[9] (anomenat Balduí, cavaller d'Amiens per Guillem de Tir). El 1203 a Marsella, s'hauria casat La Damisela de Xipre[10] una filla d'Isaac Ducas Comnè, emperador usurpador de Xipre (nascut cap a 1155, mort enverinat el 1195). Va participar en tant que cap dels croats flamencs a la quarta croada.